# Stern (Unternehmerfamilie)
Stern ist der Name einer bekannten askenasisch-jüdischen Bankiersfamilie deutscher Herkunft. Sie gründete im Verlauf des 19. Jahrhunderts drei geschäftlich eng miteinander verbundene Banken: 1805 „Jacob S.H. Stern“ in Frankfurt am Main, 1832 „A.J. Stern & Cie“ in Paris und 1844 „Stern Brothers“ in London. Die Bankiersfamilie Stern war auch wesentlich an der Gründung von Großbanken, Unternehmen und Eisenbahnen beteiligt, darunter die „Banque de Paris et des Pays-Bas S.A.“ (seit 1999 Teil der BNP Paribas) in Paris 1872, die Metallgesellschaft in Frankfurt am Main 1881, die Anatolische Eisenbahn-Gesellschaft in Konstantinopel 1888, die Deutsch-Asiatische Bank in Shanghai 1889 und die Schantung-Eisenbahngesellschaft in China 1895.

## Geschichte
Die Familie Stern stammt von dem Geschlecht der Hass-Kahn in Frankfurt am Main ab. Der Stammvater war Salomon zum Hasen, der zuerst 1530 genannt wird. Er heiratete eine Tochter von Beer zum Buchsbaum, mit dem er eine Tuchhandlung betrieb. Salomon versteuerte 1556 einen Betrag von 10100 Gulden. Den Beinamen „zum Hasen“ erhielt er nach seinem Wohnhaus, dem Roten Hasen, das 1533 für 100 Gulden für ihn erbaut worden war. Die Familie Stern trennte sich im 17. Jahrhundert von der Familie Hass-Kahn.
Das erste Bankhaus der Familie Stern, „Jacob S.H. Stern“, ging aus der von Samuel Hayum Stern (1760–1819) im Jahr 1778 in der Frankfurter Judengasse gegründeten Weinhandlung hervor. Er hatte zwei Kinder, Jacob Samuel Hayum (1780–1833) und Caroline (1782–1854). Letztere heiratete im Jahr 1800 Salomon Meyer Freiherr von Rothschild. Jacob Samuel Hayum Stern gründete 1799 eine eigene Weinhandlung, Jacob Stern genannt. Nach dem Vorbild vieler anderer christlicher und jüdischer Handelshäuser, wandelte Jacob Samuel Hayum Stern ab 1805 seine Weinhandlung schrittweise in eine Bank um, welche sich auf Wertpapieremissionen spezialisierte. Nach dem Tod seines Vaters 1819, übernahm er dessen Weinhandlung und legt sie mit seinem eigenen Unternehmen zusammen. Die vereinigte Firma nannte er Jacob S.H. Stern.
Nach dem Vorbild der Familie Rothschild gründeten Jacob Samuel Hayum Sterns Söhne Zweigniederlassungen im Ausland: Abraham (später Anton bzw. Antoine) Jakob Stern (1805–1885) und Leopold Stern (1810–1846) begründeten 1832 A.J. Stern & Cie. in Paris, David Stern (1807–1877) und Hermann Stern (1815–1887) gründeten 1844 Stern Brothers in London. Ein weiterer Sohn, Julius Jacob Stern (1807–1852), ließ sich als Bankier in Berlin nieder. Der älteste Sohn, Wolf Jacob Stern (1800–1854), führte das Stammhaus, Jacob S.H. Stern, zusammen mit seinem jüngeren Bruder, Sigmund Jacob Stern (1809–1872), nach dem Tod ihres Vaters 1833 weiter. Das Bankhaus wurde später von Theodor Stern (1837–1900) und Otto Braunfels (1841–1917) weitergeführt.
In enger Zusammenarbeit mit seinen Schwesterbanken in Paris und London beteiligte sich „Jacob S.H. Stern“ an der Finanzierung des italienischen Tabakmonopols im Jahre 1868 und an der Emission zahlreicher nationaler und internationaler Anleihen, unter anderem an den Staatsanleihen für Bulgarien, Portugal, Argentinien, das Omanische Reich und das Chinesische Kaiserreich. Als 1872 die 3 Milliarden Französischer Franc umfassende Anleihe zur Finanzierung der französischen Kriegsentschädigung an das Deutsche Reich an der Londoner und Pariser Börse eingeführt wurde, hatte das Bankhaus Stern neben den Banken M.A. Rothschild & Söhne (Frankfurt am Main), der Diskonto-Gesellschaft (Berlin) und S. Bleichröder (Berlin) wesentlichen Anteil am großen Erfolg dieser Emission.
Die Bankiersfamilie Stern war auch wesentlich an der Gründung von Großbanken, Unternehmen und Eisenbahnen beteiligt, darunter die „Banque de Paris et des Pays-Bas S.A.“ (seit 1999 Teil der „BNP Paribas“) in Paris 1872, die Metallgesellschaft in Frankfurt am Main 1881, die Anatolische Eisenbahn-Gesellschaft in Konstantinopel 1888, die Deutsch-Asiatische Bank in Shanghai 1889, die Schantung-Eisenbahngesellschaft in China 1895, die Studiengesellschaft für Elektrische Schnellbahnen in Berlin 1899 und die Deutsche Petroleum-Aktiengesellschaft 1904 ebenfalls in Berlin.
Während des Dritten Reichs wurde die Bank „Jacob S.H. Stern“ 1938 durch die zwangsweise Übernahme durch das Frankfurter Bankhaus Metzler arisiert. Die Londoner Bank der Familie Stern, „Stern Brothers“, erlosch nachdem sich Albert Gerald Stern (1878–1966) 1964 aus dem Unternehmen zurückgezogen hatte. Die letzte der drei Banken der Familie Stern, „A.J. Stern & Cie“, wurde 1985 von Édouard Stern (1954–2005) für 300 Millionen Französischer Francen an eine libanesische Investorengruppe verkauft. Da sich Édouard Stern die Rechte an seinem Namen bei dem Verkauf ausdrücklich gesichert hatte, gründete er gleich eine neue Bank mit dem Namen „Banque Stern“, welche viele Kunden seiner früheren Bank für sich gewinnen konnte. Die neue Bank verkaufte er bereits 1988 an den „Schweizerischer Bankverein“ (seit 1998 Teil der „UBS“) für 1,75 Milliarden Schweizer Franken. Ein Mitglied der Familie Stern, Jérôme Stern (* 1969), war 2012 Mitbegründer des Family Office „J. Stern & Co.“ in London.

## Stammbaum
- Samuel Heyum Stern (1760–1819), gründete 1778 eine Weinhandlung in Frankfurt am Main
  - Jacob Samuel Heyum Stern (1780–1833), Weinhändler und Bankier, gründete 1805 eine Weinhandlung, aus der 1819 die Bank „Jacob S.H. Stern“ in Frankfurt am Main hervorging, verheiratet mit Theresia Wohl (1782–1850)
    - Wolf Jacob Stern (1801–1854), Bankier, führte die Bank „Jacob S.H. Stern“ mit seinem Bruder Léopold Stern (1810–1846) weiter
      - Saly Wilhelm Stern (1832–1904), verheiratet mit Rosa Bemberg (1854–1890), Tochter von Otto Bemberg
        - Jacques Stern (1882–1949), Bankier in Paris, Abgeordneter des Wahlbezirks Basses-Alpes, Minister der Marine und der Kolonien, verheiratet mit Simone de Leusse (1894–1974)

    - Abraham (später Anton bzw. Antoine) Jacob Stern (1805–1885), Bankier, gründete 1832 zusammen mit seinem Bruder Leopold Stern (1810–1846) die Bank „A.J. Stern & Cie“ in Paris, Ritter der Ehrenlegion
      - Henriette Antonia Stern (1836–1905), verheiratet mit Georges Halphen (1832–1906), Diamanthändler, Bankier und Direktor der „Compagnie des chemins de fer du Nord“
        - Fernand Halphen (1872–1917), Komponist

      - Jacques Stern (1839–1902), Bankier, 1872 Mitbegründer der „Banque de Paris et des Pays-Bas S.A.“(seit 1999 Teil der „BNP Paribas“) in Paris, Generalrat des Département Oise, verheiratet mit Sophie Croisette (1847–1901)
      - Louis Stern (1840–1900), Bankier in Paris, verheiratet mit Maria Ernesta de Hierschel-Minerbi (1854–1926), Buchautorin
        - Léon Antoine Jean Stern (1875–1962), Bankier, Olympiasieger im Fechten im Jahr 1908, Ritter der Ehrenlegion, verheiratet mit Claude Lambert (1884–1971), Tochter von Léon, Erster Baron Lambert (1851–1919), Eigentümer der „Banque Lambert“ in Brüssel, Präsident des „Consistoire central israélite de Belgique“, und seiner Frau Baroness Zoé Lucie Betty de Rothschild (1863–1916)
          - Simone Stern (1905–1992), verheiratet mit Orazio Sanjust di Teleuda (1889–1973)

    - Julius Stern (1807–1852), Bankier in Berlin, verheiratet mit Louise Ellissen (1810–??)
      - James Julius Stern (1835–1901), Bankier, Teilhaber der Bank „Stern Brothers“ in London, verheiratet mit Lucie Leah Biedermann (1850–1940), Enkelin von Michael Lazar Biedermann (1769–1843)
        - Henry Julius Joseph Stern (1873–1958)
        - Albert Gerald Stern (1878–1966), Bankier, mit seinem Rückzug aus der Bank „Stern Brothers“ 1964 erlischt diese, Träger des Order of St Michael and St George
        - Frederick Claude Stern (1884–1967), Bankier und Botaniker

      - Theodor Stern (1837–1900), Bankier, führte die Bank „Jacob S.H. Stern“ mit Otto Braunfels (1841–1917)
      - Suzette Stern (1845–1887), verheiratet mit Henri Fould (1837–1895), Ritter der Ehrenlegion

    - Sigmund Jacob Stern (1809–1872), Bankier, führte die Bank „Jacob S.H. Stern“ mit seinem Bruder Wolf Jacob Stern (1801–1854) weiter
    - Léopold Stern (1810–1846), Bankier, gründete 1832 zusammen mit seinem Bruder Abraham (später Anton bzw. Antoine) Jacob Stern (1805–1885) die Bank „A.J. Stern & Cie“ in Paris
    - David (de) Stern (1807–1877), Bankier, gründete 1844 mit seinem Bruder Hermann Stern (1815–1887) in London die Bank „Stern Brothers“, erhielt 1870 vom portugiesischen König den Adelstitel eines Vicomtes, verheiratet mit Sophia Goldsmid, Tochter von Aaron Asher Goldsmid (1785–1860) und Nichte von Isaac Lyon Goldsmid (1778–1859), beide Mitinhaber des Londoner Bankhauses „Mocatta & Goldsmid“ (gegründet 1684)
      - Sydney Stern, 1. Baron Wandsworth (1845–1912), Bankier in London, Mitglied des House of Commons und dann des House of Lords
      - Helen Stern (1847–1933), verheiratet mit Charles Warde (1845–1937), Baron
      - Edward David Stern (1854–1933), Bankier, seit 1910 Seniorpartner der Bank „Stern Brothers“ in London, Philanthrop, verheiratet mit: 1. Constance Jessel, Tochter von George Jessel (1824–1883); 2. Sybil Grace (1887–1979), Tochter von Sir Adolf Tuck, 1. Baronet (1854–1926), Geschäftsführer und Mitinhaber des Verlags Raphael Tuck & Sons in London
      - Alice Stern, verheiratet mit Francis Lucas (1850–1918)

    - Hermann (de) Stern (1815–1887), Bankier, gründete 1844 mit seinem Bruder David Stern (1807–1877) in London die Bank „Stern Brothers“, 1864 vom portugiesischen König zum Baron erhoben, erwarb 1883 Strawberry Hill House, verheiratet mit Julia Goldsmid, Tochter von Aaron Asher Goldsmid (1785–1860) und Nichte von Isaac Lyon Goldsmid (1778–1859), beide Mitinhaber des Londoner Bankhauses „Mocatta & Goldsmid“
      - Emily Theresa Stern (1846–1905), verheiratet mit Edward Dutton, 4. Baron Sherborne (1831–1919)
      - Herbert Stern, 1. Baron Michelham (1851–1919), Bankier in London, Philanthrop, Mitglied des House of Lords
        - Herman Alfred Stern, 2. Baron Michelham (1900–1984), verheiratet mit Beatrice Capel (Schwester von Boy Capel (1881–1919))

      - Laura Stern (1855–1935), verheiratet mit von Sir David Lionel Goldsmid-Stern-Salomons, 2. Baronet (1851–1925)

    - Salomon Stern (1818–1890), Bankier, verheiratet mit Johanne (Jeanne) Ellissen (1829–1880)
      - Edgard Stern (1854–1937), Bankier in Paris, ließ 1903 das „Château de Villette“ in Pont-Sainte-Maxence erbauen (das Château blieb bis 2002 im Familienbesitz), Kunstsammler, Ehemann von Marguerite Fould (1866–1956), Tochter von Henri Fould, Ritter der Ehrenlegion und seiner Frau Suzette Stern
        - Suzanne Stern (1887–1954), verheiratet mit Bertrand de Sauvan d’Aramon (1876–1949), Abgeordneter
        - Maurice Stern (1888–1962), Bankier in Paris, Ritter der Ehrenlegion, verheiratet mit Alice Goldschmidt (1906–2008)
          - Antoine Stern (1925–1995), Bankier, Präsident und CEO der Banque Stern, Ehemann von Christiane Laroche (* 1926) (geschieden Jean-Claude Servan-Schreiber, Nachkommen), Tochter von Hervé Laroche, Direktor der „Banque nationale pour le commerce et l’industrie“ (BNCI), Ritter der Ehrenlegion
            - Édouard Stern (1954–2005), Bankier, verkauft 1985 die „A.J. Stern & Cie“ und gründet danach die „Banque Stern“, welche er 1988 verkauft, ab 1992 geschäftsführender Gesellschafter der Banque Lazard, verheiratet mit Béatrice David-Weill (* 1957), Tochter von Michel David-Weill, freies Mitglied der Académie des Beaux-Arts, Großkreuz der Ehrenlegion, und seiner Frau Hélène Lehideux

          - Gérard Stern (* 1927), verheiratet mit Brigitte Noetzlin (* 1938), Enkelin des Schweizer Bankiers Edouard Noetzlin (1848–1935)
            - Jérôme Stern (* 1969), Mitbegründer und Managing Partner of „J. Stern & Co.“, verheiratet mit Sarah von Goldschmidt-Rothschild (* 1975), Tochter von Gilbert de Goldschmidt-Rothschild, Filmproduzent, Offizier der Ehrenlegion, und seiner Frau France Motte
            - Diane Stern (* 1973)

        - Hubert Stern (1893–1972)

      - Thérèse Stern (1859–1935), verheiratet mit Louis Singer (1857–1932), Bürgermeister von Neufmoutiers-en-Brie, Sohn von Alexander Singer, Börsenmakler, und seiner Frau Flore Regensburg

  - Caroline Stern (1782–1854), verheiratet mit Baron Salomon Mayer von Rothschild (1774–1855), der zweite Sohn von Mayer Amschel Rothschild und Gutle Schnapper.

## Galerie

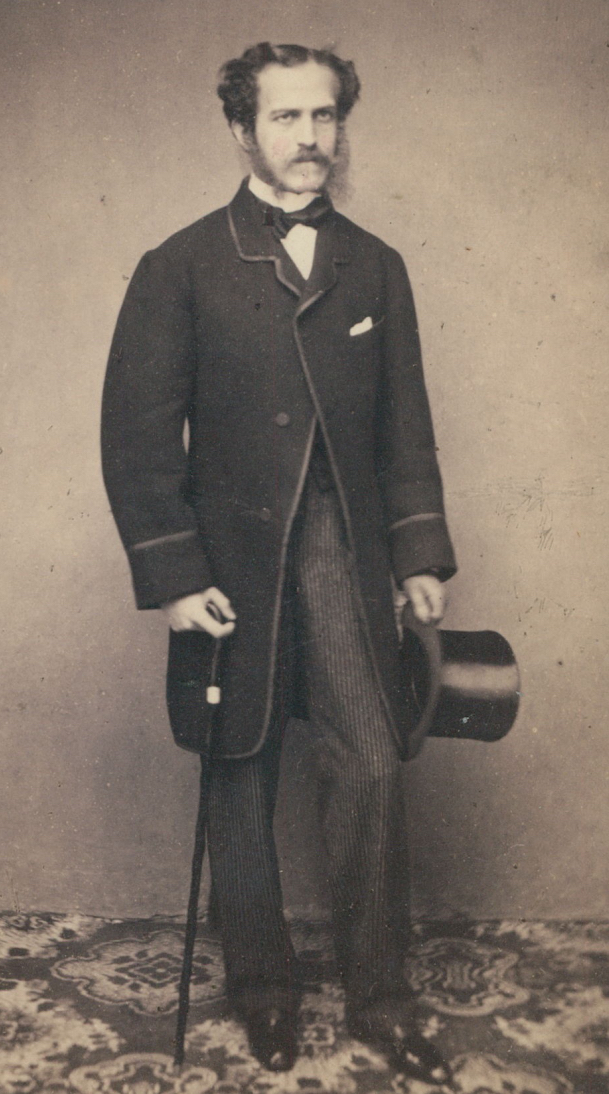
Saly Wilhelm Stern (1832–1904)
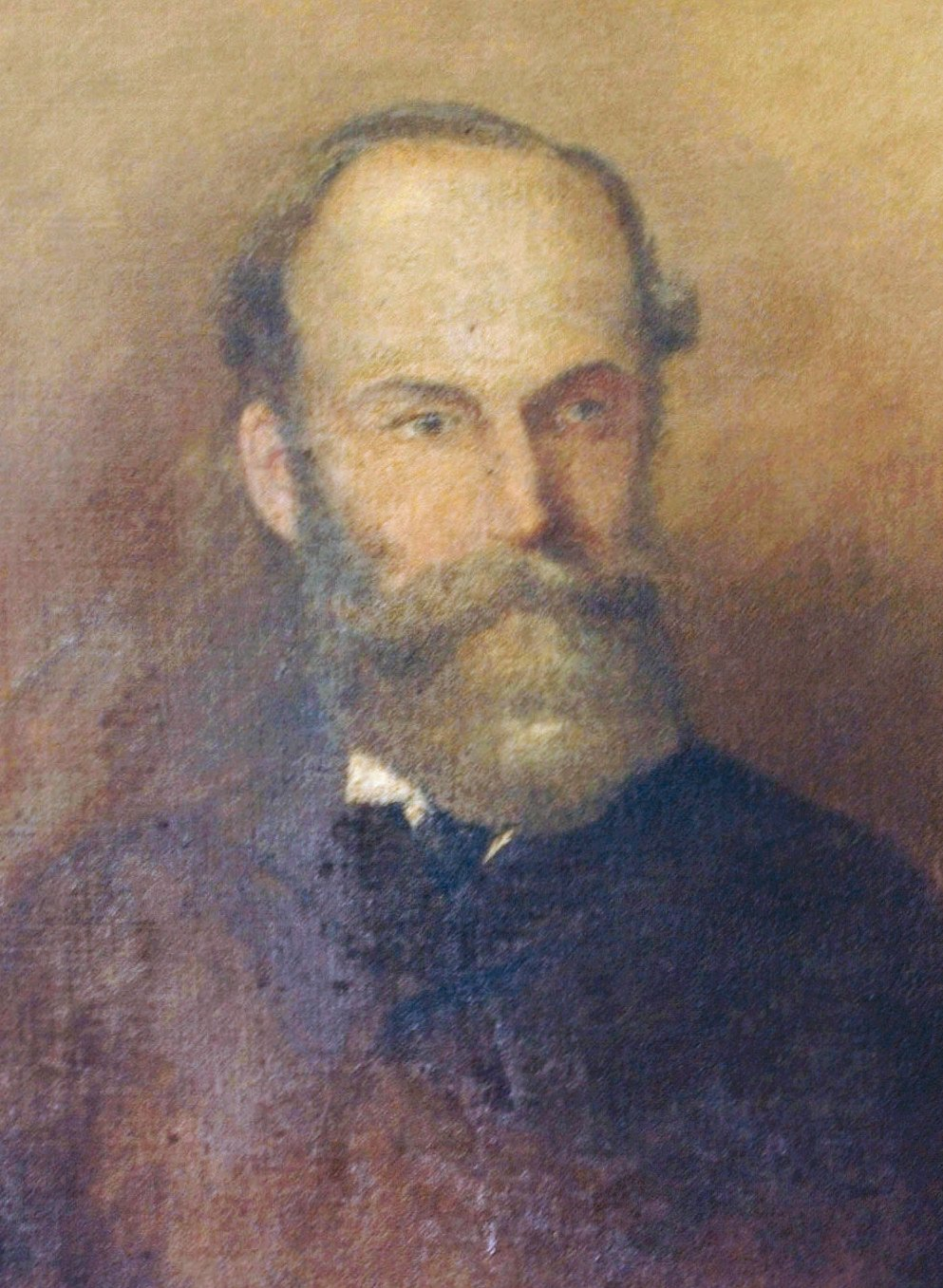
Sydney James Stern, 1. Baron Wandsworth (1845–1912)
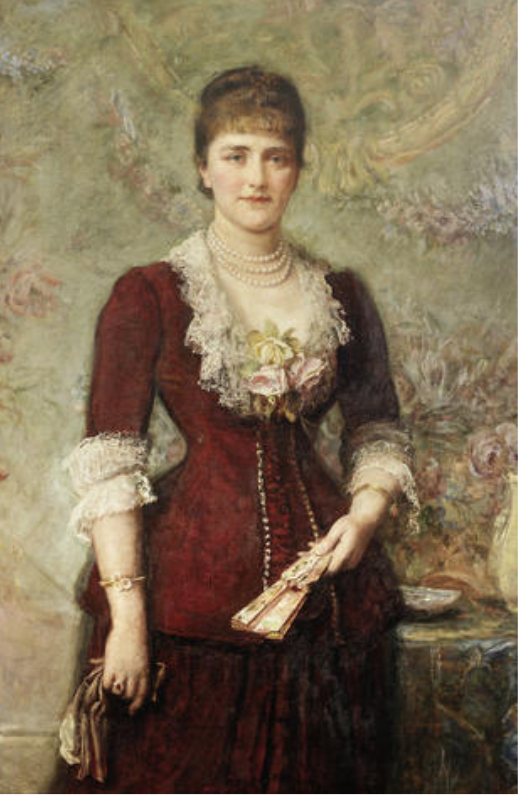
Lucy Biedermann (1850–1940)
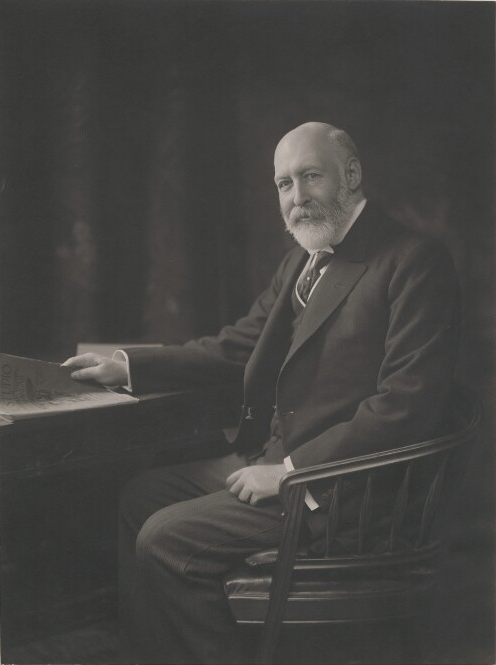
Herbert Stern, 1. Baron Michelham (1851–1919)
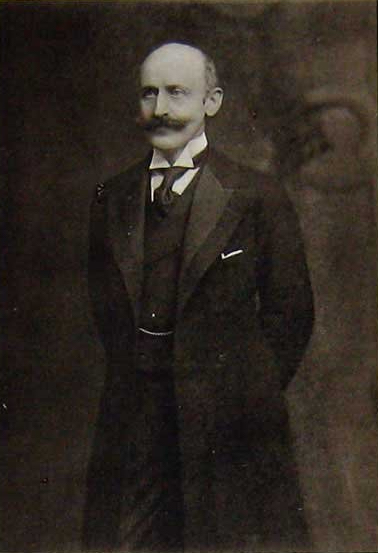
Edward David Stern (1854–1933)
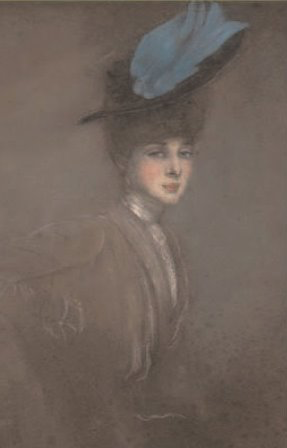
Maria Ernesta de Hierschel-Minerbi (1854–1926)
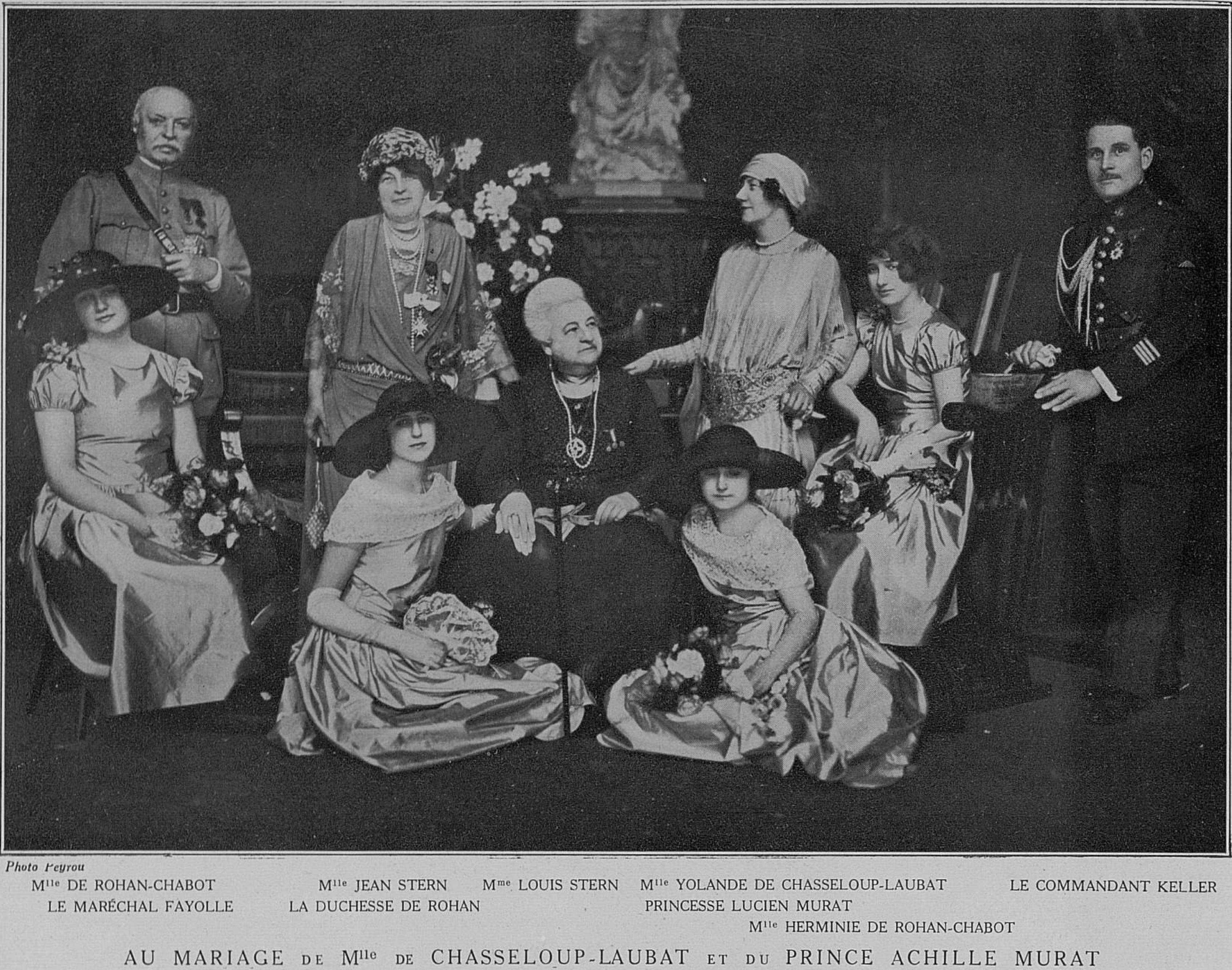
Maria Ernesta de Hierschel-Minerbi im Kreise ihrer Familie
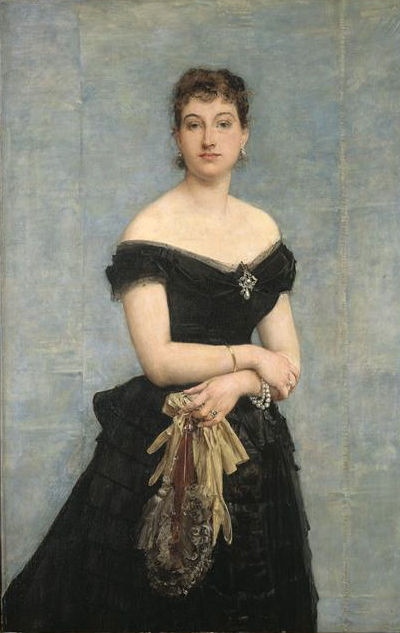
Thérèse Stern (1859–1935)
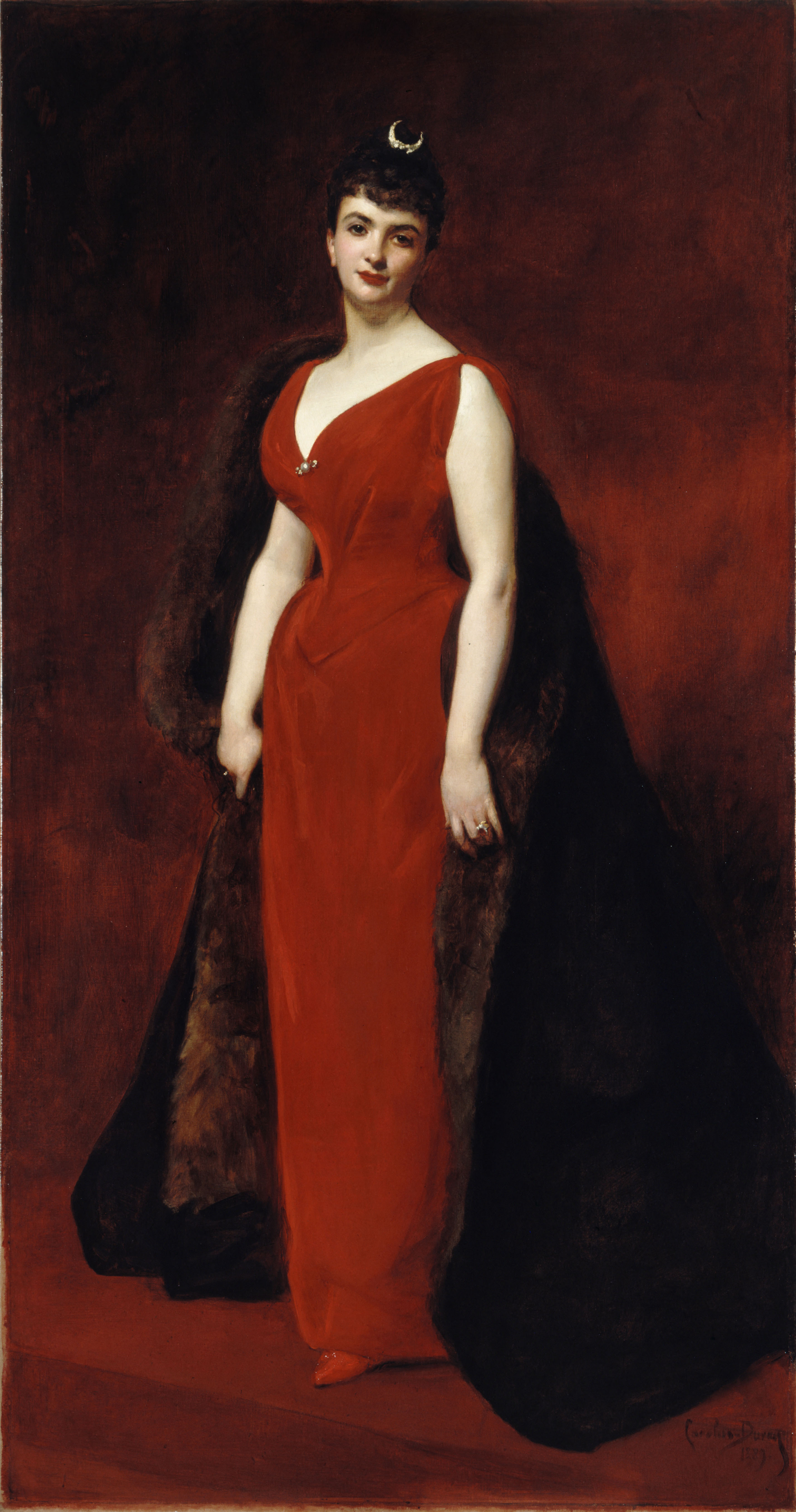
Marguerite Fould (1866–1956)
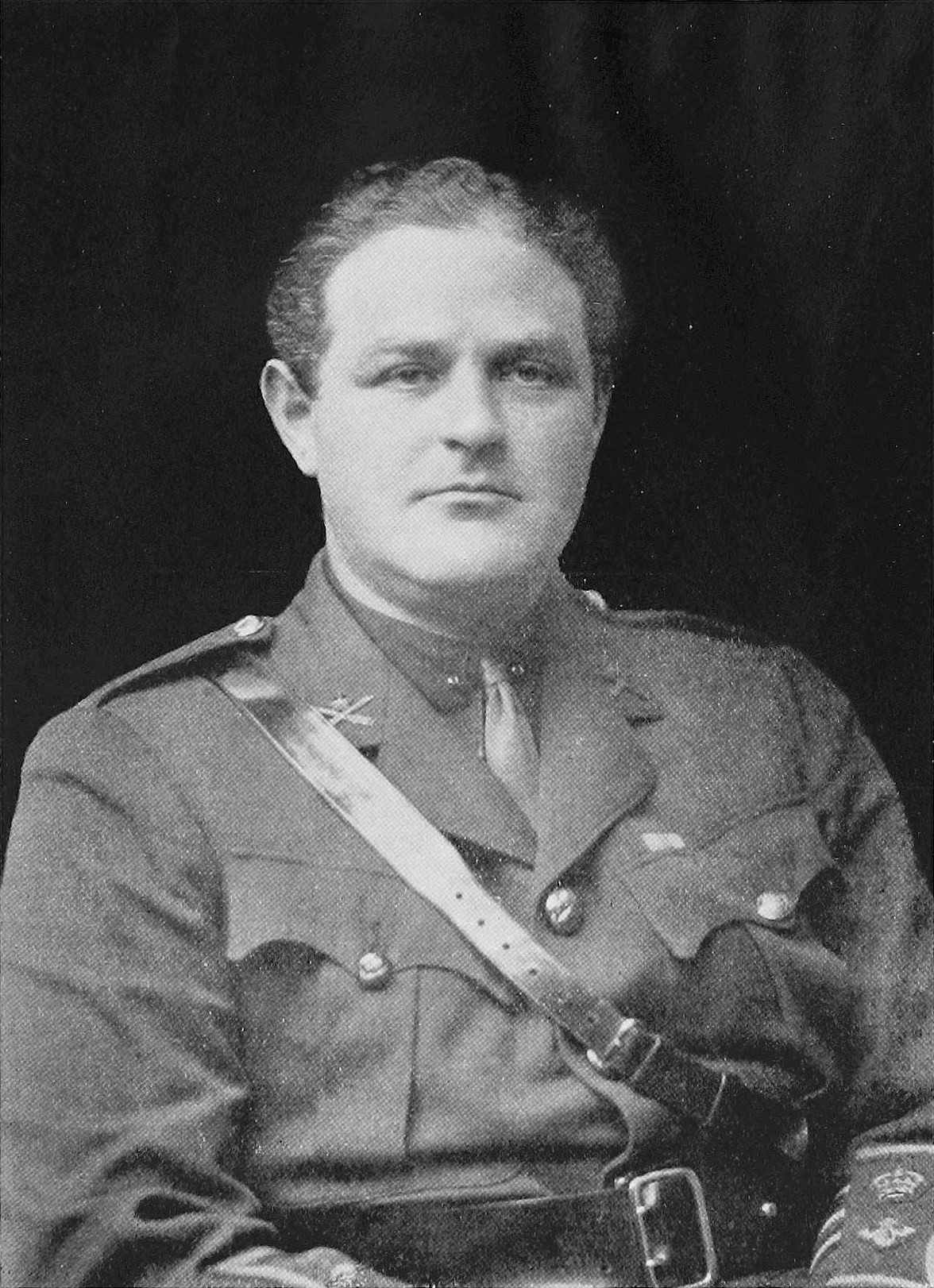
Albert Gerald Stern (1878–1966)
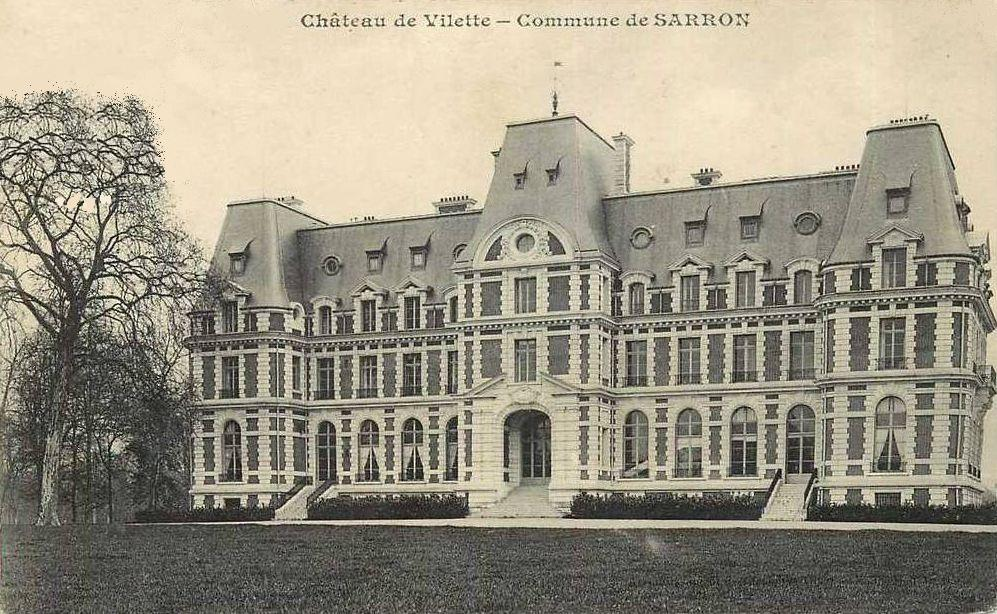
Château de Villette